# Star Wars (joc video din 1983)
Star Wars este un joc video arcade creat de Mike Hally și produs de Atari, Inc. în 1983. Este un joc first person de luptă în spațiu care simulează un atac asupra Death Star așa cum apare în filmul din 1977 Star Wars. Acesta a fost dezvoltat în Epoca de Aur a Jocurilor Arcade și a apărut în listele celor mai bune jocuri video din toate timpurile.
Acesta conține culori 3D realizate prin grafică vectorială. Este urmat de jocul video Star Wars: Return of the Jedi din 1984.
Jocul conține mai multe eșantioane digitale ale vocilor din film, printre care Mark Hamill ca Luke Skywalker, Alec Guinness ca Obi-Wan Kenobi, James Earl Jones ca Darth Vader, Harrison Ford ca Han Solo, bipurile mecanizate ale lui R2-D2 și mârâirile lui Chewbacca.  

## Legături externe
- Star Wars la Killer List of Videogames
- Star Wars at the Arcade History database
- Star Wars la MobyGames

## Vezi și
- Lista jocurilor video Războiul stelelor

Format:Jocuri Star Wars